# Niponiinae
Niponiinae (лат.) — подсемейство жуков из семейства карапузиков, включающее в себя всего один род — Niponius Lewis, 1885, с несколькими видами.

## Описание
Мандибулы направлены вниз под прямым углом к продольной к продольной оси головы. Боковые лопасти наличника выступают вперёд в виде бугров или рожков. Тело удлинённое, вальковатое, голова чуть уже переднеспинки.

## Систематика
- подсемейство: Niponiinae

- род: Niponius

- вид: Niponius impressicollis Lewis
- вид: Niponius obtusiceps Lewis
- вид: Niponius osoriiceps Lewis
- вид: Niponius piceae Reichardt